# Amphoe Ban Pho
Amphoe Ban Pho (in Thai: อำเภอ บ้านโพธิ์) ist ein Landkreis (Amphoe – Verwaltungs-Distrikt) im Westen der Provinz Chachoengsao.  Die Provinz Chachoengsao liegt im östlichen Teil der Zentralregion von Thailand. 

## Geographie
Benachbarte Distrikte (von Norden im Uhrzeigersinn): die Amphoe Mueang Chachoengsao, Bang Khla und Plaeng Yao der Provinz Chachoengsao, die Amphoe Phanat Nikhom und Phan Thong in der Provinz Chon Buri, Amphoe Bang Pakong wiederum in Chachoengsao sowie Amphoe Bang Bo in der Provinz Samut Prakan.
Der wichtigste Fluss des Landkreises ist der Maenam Bang Pakong (Bang-Pakong-Fluss).

## Geschichte
Ban Pho wurde im Jahr 1903 eingerichtet, indem ein Teil von Mueang Chachoengsao abgetrennt wurde. Damals wurde der Bezirk von Prinz Marubhongse Siribhadhana (สมเด็จพระเจ้าน้องยาเธอ กรมหมื่นมรุพงษ์สิริพัฒน์), dem Gouverneur des Monthon Prachinburi, zunächst Sanam Chan (สนามจันทร์) genannt.
Das Gebiet von Sanam Chan lag auf beiden Seiten des Maenam Bang Pakong. Im Jahr 1906 jedoch trennte die Regierung das Gebiet auf dem linken Ufer, in dem sich die Verwaltung befand, ab und nannte es Ban Pho.
Als später im Jahr 1911 König Vajiravudh (Rama VI.) den Sanam-Chan-Palast in Nakhon Pathom erbaute, ergab es sich, dass der Name des Bezirks genauso ausgesprochen wurde, wie der des Palastes. Daraufhin änderte die Regierung am 20. Juli 1914 den Namen in Khao Din.
Im Jahr 1917 wurde der Name erneut in den heutigen Namen Ban Pho geändert.

## Verwaltung

### Provinzverwaltung
Der Landkreis Ban Pho ist in 17 Tambon („Unterbezirke“ oder „Gemeinden“) eingeteilt, die sich weiter in 73 Muban („Dörfer“) unterteilen.
| Nr. | Name           | Thai       | Muban | Einw. |
| --- | -------------- | ---------- | ----- | ----- |
| 01. | Ban Pho        | บ้านโพธิ์     | 04    | 2.853 |
| 02. | Ko Rai         | เกาะไร่     | 05    | 4.445 |
| 03. | Khlong Khut    | คลองขุด     | 04    | 2.192 |
| 04. | Khlong Ban Pho | คลองบ้านโพธิ์ | 04    | 2.023 |
| 05. | Khlong Prawet  | คลองประเวศ | 03    | 3.206 |
| 06. | Don Sai        | ดอนทราย    | 04    | 2.924 |
| 07. | Theppharat     | เทพราช     | 06    | 6.217 |
| 08. | Tha Phlap      | ท่าพลับ      | 04    | 1.294 |
| 09. | Nong Tin Nok   | หนองตีนนก   | 05    | 3.018 |
| 10. | Nong Bua       | หนองบัว     | 04    | 2.304 |
| 11. | Bang Son       | บางซ่อน     | 03    | 1.473 |
| 12. | Bang Krut      | บางกรูด     | 03    | 1.986 |
| 13. | Laem Pradu     | แหลมประดู่   | 06    | 3.450 |
| 14. | Lat Khwang     | ลาดขวาง    | 04    | 3.828 |
| 15. | Sanam Chan     | สนามจันทร์   | 06    | 2.254 |
| 16. | Saen Phu Dat   | แสนภูดาษ    | 03    | 4.104 |
| 17. | Sip Et Sok     | สิบเอ็ดศอก   | 05    | 3.993 |

### Lokalverwaltung
Es gibt vier Kommunen mit „Kleinstadt“-Status (Thesaban Tambon) im Landkreis:
- Lat Khwang (Thai: เทศบาลตำบลลาดขวาง) bestehend aus dem kompletten Tambon Lat Khwang.
- Saen Phu Dat (Thai: เทศบาลตำบลแสนภูดาษ) bestehend aus dem kompletten Tambon Saen Phu Dat.
- Theppharat (Thai: เทศบาลตำบลเทพราช) bestehend aus den Teilen der Tambon Ko Rai, Theppharat.
- Ban Pho (Thai: เทศบาลตำบลบ้านโพธิ์) bestehend aus dem kompletten Tambon Ban Pho.

Außerdem gibt es zwölf „Tambon-Verwaltungsorganisationen“ (องค์การบริหารส่วนตำบล – Tambon Administrative Organizations, TAO)
- Ko Rai (Thai: องค์การบริหารส่วนตำบลเกาะไร่) bestehend aus Teilen des Tambon Ko Rai.
- Khlong Khut (Thai: องค์การบริหารส่วนตำบลคลองขุด) bestehend aus dem kompletten Tambon Khlong Khut.
- Khlong Ban Pho (Thai: องค์การบริหารส่วนตำบลคลองบ้านโพธิ์) bestehend aus den kompletten Tambon Khlong Ban Pho, Bang Son.
- Khlong Prawet (Thai: องค์การบริหารส่วนตำบลคลองประเวศ) bestehend aus dem kompletten Tambon Khlong Prawet.
- Don Sai (Thai: องค์การบริหารส่วนตำบลดอนทราย) bestehend aus dem kompletten Tambon Don Sai.
- Theppharat (Thai: องค์การบริหารส่วนตำบลเทพราช) bestehend aus Teilen des Tambon Theppharat.
- Nong Tin Nok (Thai: องค์การบริหารส่วนตำบลหนองตีนนก) bestehend aus dem kompletten Tambon Nong Tin Nok.
- Nong Bua (Thai: องค์การบริหารส่วนตำบลหนองบัว) bestehend aus den kompletten Tambon Tha Phlap, Nong Bua.
- Bang Krut (Thai: องค์การบริหารส่วนตำบลบางกรูด) bestehend aus dem kompletten Tambon Bang Krut.
- Laem Pradu (Thai: องค์การบริหารส่วนตำบลแหลมประดู่) bestehend aus dem kompletten Tambon Laem Pradu.
- Sanam Chan (Thai: องค์การบริหารส่วนตำบลสนามจันทร์) bestehend aus dem kompletten Tambon Sanam Chan.
- Sip Et Sok (Thai: องค์การบริหารส่วนตำบลสิบเอ็ดศอก) bestehend aus dem kompletten Tambon Sip Et Sok.